# Hajdinska Studenčnica
Hajdínska Studênčnica (tudi Ptujska Studenčnica) je levi pritok Dravinje pod Vidmom, eden redkih še ohranjenih nižinskih potokov, ki se napajajo izključno iz podtalnice. Začne se v poplavni ravnici na desnem bregu Drave pod naseljem Hajdoše in teče proti jugovzhodu pod naseljem Skorba in mimo ptujskega igrišča za golf, nato skozi Breg (del Ptuja na desnem bregu Drave), pod Mariborsko cesto in nekaj naprej pod ptujsko obvoznico. Niže se povsem približa desnemu nasipu Ptujskega jezera, nato zavije proti jugu mimo vasi Šturmovci in se malo niže izliva v Dravinjo. V preteklosti je potok izviral že pod Slovenjo vasjo, a je v tem delu presahnil po izgradnji odvodnega kanala s HE Zlatoličje.
V Velikem atlasu Slovenije je ime potoka zapisano kot Studenčnica, prav tako na Geopedii, vendar je prilastek potreben zaradi razločevanja od Turniške Studenčnice.
Potok ima zelo majhen strmec in teče ponekod po povsem ohranjeni strugi, posebno v spodnjem toku, drugod je skozi naselja struga večinoma izravnana. Voda je izrazito čista in hladna, saj prihaja iz podtalnice, pa tudi struga je gosto obraščena z obvodnim grmovjem in drevjem.
Ker se je struga Drave še v bližnji preteklosti prestavljala sem in tja po poplavni ravnici, je današnji potok razmeroma nov pojav. Na jožefinski vojaški karti (1763–1787) je potok označen samo od Hajdoš do Brega in tam izgine. Od tu naprej je Drava tekla v več rokavih bliže gradu Turnišče in tik pod vasjo Pobrežje, tako da je bila današnja vas Šturmovci na velikem rečnem otoku med dvema dravskima rokavoma. Na okoli 50 let mlajšem franciscejskem vojaškem zemljevidu (1824) je vrisano, da je potok takrat izviral pod Slovenjo vasjo in tekel kot Brunnquell Bach mimo Brega, kjer se je stekal v opuščeni dravski rokav, po njem tekel do Pobrežja in se tam združil z današnjo Turniško Studenčnico.
Še pred nekaj desetletji je bil potok, razen v spodnjem toku, v zelo klavrnem stanju, saj so se vanj stekale odplake iz bližnjih vasi, ljudje so vanj odmetavali odpadke, tudi iz Perutnine Ptuj so se vanj pogosto odcejale odpadne vode. V zadnjih letih so se z izgradnjo kanalizacijskega omrežja in skrbnejšega zbiranja odpadkov razmere močno popravile, vendar je potok na več odsekih še vedno precej zanemarjen.
Na potoku je v preteklosti delovalo več mlinov, mdr. Koroščev mlin na Bregu in nekoliko niže Pinčarjev mlin, pri Šturmovcih je na desnem bregu večja ribogojnica.
Del potoka dolvodno od ptujske obvoznice je opredeljen kot naravna vrednota državnega pomena.